# Франкенгардт
Франкенгардт (нім. Frankenhardt) — громада в Німеччині, знаходиться в землі Баден-Вюртемберг. Підпорядковується адміністративному округу Штутгарт. Входить до складу району Швебіш-Галль.
Площа — 69,87 км2. Населення становить 4903 ос. (станом на 31 грудня 2020).